# タリン (タンパク質)
タリン（英: talin）は、細胞-基質間接触部位、そしてリンパ球では細胞間接触部位に濃縮して存在する高分子量細胞骨格タンパク質である。1983年にKeith Burridgeらによって発見された。普遍的に存在する細胞質基質タンパク質であり、フォーカルアドヒージョンに高濃度で存在する。インテグリンをアクチン骨格へ直接的に、もしくはビンキュリンやα-アクチニンとの相互作用を介して間接的に連結する能力を有する。
マイクロ流体デバイスを用いた微小血管モデルにおいて、タリン1はがん細胞の血管外遊出機構を駆動することが示されている。タリン1は血管外遊出の各段階に関与し、接着、trans-endothelial migration、浸潤に影響を及ぼす。
インテグリンは、接着細胞の細胞外マトリックスへの接着やリンパ球の他の細胞への接着に関与している。こうした状況下では、タリンは細胞膜中のインテグリン濃度と同じ分布を示す。In vitroでの結合研究では、親和性は低いものの、インテグリンはタリンに結合することが示唆されている。またタリンは、細胞接着部位に濃縮されている他の細胞骨格タンパク質である、ビンキュリンにも高い親和性で結合する。タリンはカルシウムイオンによって活性化されるプロテアーゼであるカルパインIIの基質でもあり、カルパインIIもまた細胞-基質接触部位に濃縮されている。
タリンは機械受容タンパク質である。その機械的脆弱性、そしてインテグリンとアクチン骨格を橋渡しするという細胞内での位置づけのため、タリンはメカノトランスダクションにおいて根本的に重要なタンパク質となっている。タリンの機械的伸展はビンキュリンの結合を促進する。

## タンパク質ドメイン
タリンは、αヘリカルバンドルを含むC末端側の大きなロッドドメイン（rod domain）、そして3つのサブドメイン（F1、F2、F3）からなるN末端側のFERMドメインから構成される。FERMドメインのF3サブドメインにはインテグリンβ鎖のテール領域に対して最も高い親和性を示すインテグリン結合部位が含まれており、インテグリンの活性化にはこのサブドメインで十分である。

### ミドルドメイン
タリンのロッドドメイン内のミドルドメイン（middle domain）は、5本のαヘリックスがバンドル型へフォールディングした構造を有し、ヘリックス4の5ターン分にまたがる疎水的表面から構成されるビンキュリン結合部位（VBS）が含まれている。VBSの活性化によってビンキュリンがリクルートされ、安定な細胞接着を補助するインテグリンとの複合体が形成される。VBSとビンキュリンの間での複合体形成が起こるためには、このミドルドメインのフォールドが正しくほどかれることが必要である。VBSのヘリックスはタリンの疎水性コアから解放されると、ビンキュリンのヘッドドメイン内のコンフォメーション変化（'bundle conversion'）を誘導することができるようになる。その結果ビンキュリンのヘッドドメインとテールとの分子内相互作用が解除され、ビンキュリンはアクチンへの結合が可能になる。
タリンは細胞接着時に機械力（7–10 pN）を伝達する。タリンは細胞外マトリックスの剛性の検知を可能にしており、タリンによる機械的連結の形成を阻害された細胞は柔らかい表面か硬い表面かを区別することができない。Actin binding site 2と呼ばれる部位が、細胞外マトリックスの剛性を検知する主要な部位であることが示されている。細胞のクライオ電子トモグラフィーとFRETによる張力測定によって、フォーカルアドヒージョン内のタリンによる張力が高い領域では下部のアクチン構造が高度に整列した直線状で存在している一方で、タリンによる張力が低い領域ではあまり整列していないアクチンフィラメントが存在していることが発見されている。

### ビンキュリン結合部位
ビンキュリン結合部位（VBS）は主にタリンやタリン様分子に存在するタンパク質ドメインである。VBSはビンキュリンへの結合を可能にし、インテグリンを介した細胞-基質間結合を安定化している。こうして、タリンはインテグリンをアクチン細胞骨格へ連結している。VBSのコンセンサス配列はLxxAAxxVAxxVxxLIxxAであり、4本の両親媒性ヘリックスからなる二次構造の形成が予測されている。VBSの定義となる疎水性残基は、タリンのロッドドメインを構成している一連のヘリカルバンドルからなるコアに埋もれている。

## αIIbβ3インテグリンの活性化

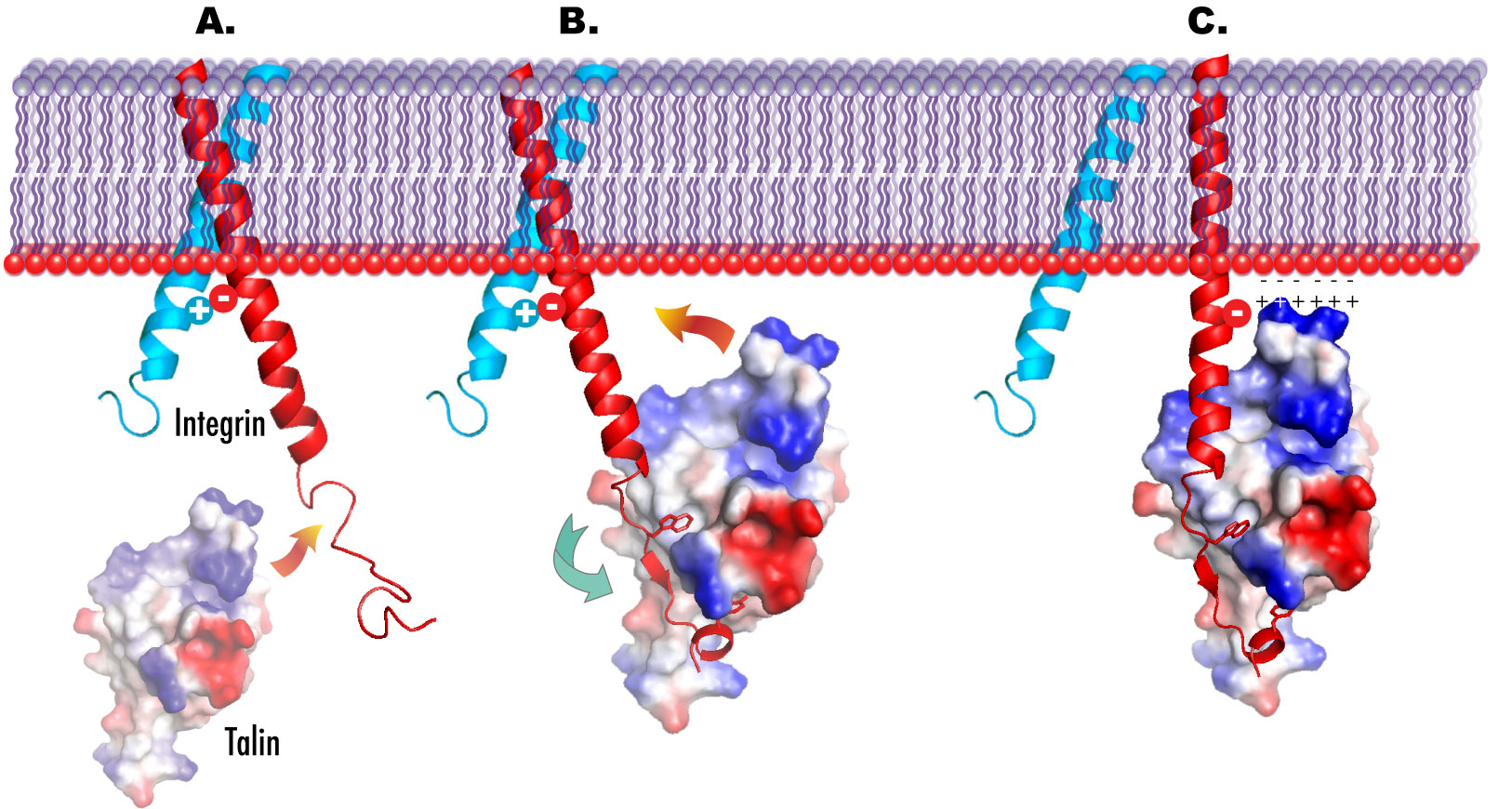
タリンによるインテグリン活性化のモデル。タリンのF3サブドメインが表面電荷モデルで、β_{3}インテグリンの膜貫通領域とテールが赤色で示されている。

構造機能解析に基づいて、タリン依存的なインテグリン活性化を説明する3段階の構造的モデルが提唱されている。
1. タリンのF3サブドメインが全長タンパク質内での自己阻害相互作用から解放され、インテグリンへの結合が可能な状態となる。
2. F3がβ3インテグリン（英語版）のテールの膜遠位領域に結合する。その結果この領域は構造をとる状態となるが、インテグリンα-β鎖間の相互作用によってインテグリンは低親和性コンフォメーションのまま維持されている。
3. その後、F3はβ3テールの膜遠位領域での相互作用を維持したまま、膜近位領域に結合し、インテグリンのコンフォメーション変化が誘導される。

## ヒトのホモログ
TLN1; TLN2